# اوخور (یاولی)
اوخور (به اسپانیایی: Uqhu) یک کوه در پرو است که در Peru, Junín Region واقع شده‌است. اوخور ۵٬۲۰۰ متر بالاتر از سطح دریا واقع شده‌است.